# Ernst Pernicka
Ernst Pernicka (Viena, 5 de febrero de 1950) es un científico austríaco especializado en arqueometría. Es responsable desde 2006, del Troia Project, una iniciativa financiera privada cuyo objetivo son las excavaciones de Hisarlik, en Turquía.

## Biografía
Ernst Pernicka estudió química hasta 1976 y completó su formación sobre la técnica de producción de cerámicas esmaltadas durante la Edad Media en Irán y en Afganistán. En 1987, presentó una tesis en la universidad de Heidelberg sobre los depósitos de mineral en Mar Egeo. Estuvo como asistente de investigación en el Instituto Max Planck de Física Nuclear hasta su nombramiento como profesor de arqueometalurgia en 1998.
Con el fin de preservar la calidad de la educación, que fue amenazada por supresiones de empleos y carencia de apoyo de la administración en la universidad de Freiberg, Ernst Pernicka decidió enseñar entonces en la Universidad de Tubinga, donde le fueron aseguradas mejores condiciones de enseñanza.
Desde 2004, es profesor de arqueometría en la Universidad de Tubinga.
Sus investigaciones recientes le llevaron en particular a la elaboración y la aplicación de métodos científicos en la arqueología, así como la emergencia y la propagación de la metalurgia durante la protohistoria y la prehistoria.
En 2006, fue nombrado responsable de las excavaciones de Troya (en Hissarlik, en Turquía) y en el yacimiento arqueológico de Udabno (en la región de Kajetia en Georgia oriental).